# Conférence des évêques catholiques irlandais
La Conférence des évêques catholiques irlandais (en anglais : Irish Catholic Bishops’ Conference, en irlandais : Comhdháil Easpag Caitliceach Éireann) est une conférence épiscopale de l’Église catholique compétente pour les territoires de l’île d’Irlande, soit l’État d’Irlande et la nation britannique d’Irlande du Nord.
La conférence est représentée, l’Irlande faisant partie de l’Union européenne, à la Commission des épiscopats de l’Union européenne (COMECE). Son président participe également au Conseil des conférences épiscopales d’Europe (CCEE), avec une petite quarantaine d’autres membres.
L'actuel président de la conférence est l’archevêque d’Armagh, Eamon Martin.

## Sanctuaires
La conférence épiscopale a désigné deux sanctuaires nationaux, dont l’un est devenu sanctuaire international :
- le sanctuaire Notre-Dame de Knock, désigné sanctuaire international le 19 mars 2021[4],[5],[6],[7] ;
- l’église Saint-Pierre de Drogheda, qui abrite le sanctuaire Saint-Olivier-Plunket[8],[9].